# Ratemiidae
Ratemiidae es una familia de parásitos de la piel que viven en el pelaje de los mamíferos. Pertenece al grupo de piojos (Anoplura) que tienen piezas bucales de succión y se nutren bebiendo sangre del huésped. Estos piojos se consideran bastante raros.

## Taxonomía
- familia Ratemiidae Kim & Ludwig, 1978
  - género Ratemia Fahrenholz, 1916
    - Ratemia asiatica Chin, 1981 – Asia
    - Ratemia bassoni Fiedler & Stampa, 1958 –  África meridional
    - Ratemia squamulata (Neumann, 1911) –  África oriental